# Барзешти
Барзешти (рум. Bârzești) је насељено место општине Аркиш у жупанији Арад у Румунији. Према попису из 2021 године било је 138 становника. Налази се на надморској висини од 266 м.

## Становништво
Према попису становништва из 2011. године у насељу је живело 184 становника. 
| Етнички састав према попису из 2011. године‍ | Етнички састав према попису из 2011. године‍ | Етнички састав према попису из 2011. године‍ | Етнички састав према попису из 2011. године‍ | Етнички састав према попису из 2011. године‍ |
| ------------------------------------------- | ------------------------------------------- | ------------------------------------------- | ------------------------------------------- | ------------------------------------------- |
|                                             |                                             |                                             |                                             |                                             |
| Румуни                                      | Румуни                                      |                                             | 183                                         | 99,5%                                       |